# Bi Sheng
Bì Shēng (chineză tradițională: 畢昇, chineză simplificată: 毕昇, Hanyu Pinyin: Bì Shēng; n. 990 - d. 1051) este inventatorul tiparului cu litere mobile. Tiparul lui Bì Shēng folosea caractere mobile confecționate din porțelan și a fost creat între anii 1041 și 1048, în timpul dinastiei Sòng.

## Tipărirea cu caractere mobile
Bì Shēng era un om de rând, iar arbolele său genealogic și detaliile despre viața sa nu se cunosc. El este amintit doar în cartea ,,Convorbirile pensulei dintr-o carte de vis” (夢溪筆談／梦溪笔谈; Mèng Xī Bǐ Tán), scrisă de savantul-oficial și polimatul Shěn Kuò (沈括; 1031–1095 d.Hr.). În această carte, apare o descriere tehnică detaliată a tiparului cu caractere mobile inventat de Bi Sheng: 
În timpul domniei lui Chingli [慶曆, 1041–1048], Bi Sheng, un om fără poziție oficială a creat tipar cu caractere mobile. Metoda sa este următoarea: El lua lut lipicios și tăia în el caractere groase ca marginea unei monede. Fiecare caracter format era o singură matriță de tipar. El le cocea apoi în foc pentru a le întări. Avea pregătită dinainte o placă de metal  pe care o acoperise cu un amestec de rășină de pin, ceară și cenușă de hârtie. Când dorea să tipărească, lua o ramă de metal și o punea peste placă. În aceasta, el punea caracterele, apropiate unul de altul. Când rama era plină, totul făcea un bloc solid de tipar. Apoi, el îl plasa lângă foc pentru a se încălzi. Când pasta (din spate) era ușor topită, el lua o placă netedă și apăsa pe suprafața (blocului de tipar) astfel încât blocul de tipar să devină chiar ca și piatra. 
Pentru fiecare caracter existau câteva tipare, iar pentru anumite caractere foarte comune existau 20 sau mai multe tipare de fiecare, pentru a fi pregătit pentru repetițiile de caractere în aceeași pagină. Când nu folosea caracterele, le aranja cu etichete de hârtie, una pentru fiecare grup de rimă, și le păstra în cutii de lemn. 
Bi Sheng a fost de asemenea primul care a încercat tipărirea cu caractere mobile din lemn. Totuși, el a renunțat la această idee, în favoarea tiparului cu caractere din ceramică din cauza crăpăturilor care apăreau pe caracterele din lemn, când acestea erau introduse în cerneală. Tiparul cu caractere mobile din lemn a fost mai târziu transformat de oficialul guvernamental Wáng Zhēn (王禎/ 王祯; 1290 – 1333) din timpul dinastiei Yuan, acesta reușind să tipărească 100 de copii ală cărții de 60.000 de caractere Înregistrările Județului Jingde (《旌德县志》)
Tehnologia tiparului s-a răspândit apoi în Coreea unde a s-a trecut de la tehnica tipăririi cu caractere mobile din lemn la cea cu caractere mobile din metal. Cea mai veche carte tipărită din lume care a rezistat până în zilele noastre este Jikji (백운화상초록불조직지심체요절/ 白雲和尙抄錄佛祖直指心體要節). Această carte a fost tipărită în 1377, cu 78 de ani înainte de Biblia lui Gutenberg și se află astăzi la Bibliothèque nationale de France, în Paris. Tehnologia a tipăririi a fost adusă probabil în Europa în a doua jumătate a secolului XIV și prima jumătate a secolului XV. Primul care a creat pe teritoriul European un tipar similar cu cele coreene și chinezești a fost Johannes Gutenberg.